# HD 215497 b
HD 215497 bはきょしちょう座の方角に約142光年の位置にあるK型主系列星HD 215497の周囲を公転する太陽系外惑星である。この惑星は少なくとも地球質量の5.4倍の質量を持ち、親星から0.044天文単位の軌道を0.01年の軌道周期で公転する。しかし、他の多くの太陽系外惑星と異なって軌道離心率、軌道傾斜角は分かっていない。2009年10月19日にHD 215497 cを含む29個の太陽系外惑星とともにチリのラ・シヤ天文台のHARPS望遠鏡で発見された。